# Stephen Stucker
Stephen Stucker (Des Moines, 2 luglio 1947 – Los Angeles, 13 aprile 1986) è stato un attore statunitense.
È noto per aver interpretato il ruolo di Johnny nel film L'aereo più pazzo del mondo (1980) e nel suo sequel L'aereo più pazzo del mondo... sempre più pazzo (1982).
Il 12 luglio 1984 annunciò pubblicamente di aver contratto l'AIDS. Fu uno dei primissimi artisti a rendere noto di essere sieropositivo. Morì per complicazioni legate alla malattia il 13 aprile 1986, all'età di 38 anni.

## Filmografia parziale
- Tre matti in un collegio femminile (Delinquent Schoolgirls), regia di Greg Corarito (1975)
- Ridere per ridere (The Kentucky Fried Movie), regia di John Landis (1977)
- L'aereo più pazzo del mondo (Airplane!), regia del trio Zucker-Abrahams-Zucker (1980)
- L'aereo più pazzo del mondo... sempre più pazzo (Airplane II: The Sequel), regia di Ken Finkleman (1982)
- Una poltrona per due (Trading Places), regia di John Landis (1983)
- Con le buone maniere si ottiene tutto (Bad Manners), regia di Robert Houston (1984)